# Werther
Werther je opera o čtyřech dějstvích francouzského skladatele Julese Masseneta z roku 1892. Libreto napsali Édouard Blau, Paul Milliet a Georges Hartmann ve francouzštině podle románu Utrpení mladého Werthera (1774) od Johanna Wolfganga von Goetha.
Goethe inspiroval svou tvorbou řadu umělců, včetně autorů oper. Mezi nejznámější daptace jeho děl patří opery francouzských skladatelů, jako Mignon Ambroise Thomase, Faust a Markéta Charlese Gounoda a právě Werther Julese Masseneta.

## Vznik a uvedení opery
Libretto na motivy románu Utrpení mladého Werthera od Johanna Wolfganga Goetha napsali Édouard Blau, Paul Milliet a Georges Hartmann. Massenet operu složil v letech 1885-1887 a nabídl ji k uvedení v pařížské l'Opéra-Comique. Opera byla ale odmítnuta pro svůj příliš závažný námět. Massenet ji tedy odložil a pracoval na jiných dílech. Po úspěchu jeho opery Manon ve Vídni byl požádán o další dílo pro vídeňskou operu. Opera byla přepracována do němčiny a poprvé uvedena ve Vídeňské státní opeře 16. února 1892.
Ve francouzštině byla opera poprvé hrána v Ženevě 27. prosince 1892. Ve Francii byla uvedena v l'Opéra-Comique dne 16. ledna 1893.

## Wertherv českých zemích
Premiéru v českých zemích připravilo Městské divadlo v Brně (v německém překladu) dne 28. prosince 1900; přijetí bylo spíše chladné. Podobně se Wertherovi vedlo při prvním uvedení v Olomouci a kritička Mährisches Tagblatt Angela Drechslerová připisovala jeho neúspěch u německého publika zejména pojetí hlavní postavy, jež se rozcházelo s Goethovým vzorem: „A co ten Massenet z Werthera udělal! Massenetův Werther je sentimentální mladý Francouz a nezůstal ani stín toho jiného, německého Werthera, který žije v našich srdcích.“ Německé divadlo v Praze tuto operu neuvedlo nikdy.
Mnohem příznivějšího přijetí se Werther dočkal u českých divadel. V Národním divadle v Praze byla opera poprvé uvedena 13. ledna 1901 pod taktovkou Karla Kovařovice. Čeština byla po němčině, francouzštině a italštině čtvrtým jazykem, v němž opera zazněla. Národní divadlo ji pak hrálo téměř v každé sezoně až do roku 1939, kdy musely francouzské kusy z repertoáru zmizet, a Werther zde za tu dobu dosáhl celkem 121 představení.
Po pražském Národním divadle uvedlo tuto operu plzeňské divadlo, poprvé v roce 1907 a hrálo ji do 1. světové války, další plzeňské nastudování je až z roku 1946 a poslední z roku 2003. V brněnském českém divadle se Werther hrál poprvé 2. ledna 1909 a v následujících dvaceti letech poměrně často, další inscenace následovala až s dlouhým odstupem v roce 1988. Popularitu Werthera mezi českým publikem v první polovině 20. století lze ilustrovat faktem, že po vzniku Československa uvedla všechna nově založená českojazyčná divadla Werthera již v první sezóně své existence: nejprve (22. září 1919, jako svou třetí operní inscenaci po Prodané nevěstě a Hubičce) Národní divadlo moravskoslezské v Ostravě, v roce 1920 pak městské divadlo v Olomouci a Slovenské národní divadlo v Bratislavě (premiéra 6. března 1920).
Přestože v době po druhé světové válce se již Werther neobjevoval na českých jevištích tak často a na nejprestižnějším z nich, v pražském Národním divadle, již uveden nebyl, nikdy z repertoáru na dlouho nezmizel. Vedle zmíněných plzeňských (1946, 2003) a brněnské (1988) inscenací jej uvedla divadla v Opavě (1947) Liberci (1982, 2001), brněnská Komorní opera při JAMU (1969) a opět divadlo v Ostravě (1946, 2010). V roce 2018 se opera vrátila na scénu Národního divadla, kde měla 7. června premiéru inscenace, kterou režíroval Willy Decker.
Na CD je dostupná rozhlasová nahrávka opery v českém jazyce z roku 1957 s Beno Blachutem v titulní roli.

## Osoby
- Werther, básník - tenor
- Městský správce - bas
- Charlotta, správcova dcera - mezzosoprán
- Sofie, sestra Charlottina - soprán
- Albert, Charlottin snoubenec a později manžel - bas
- Johan, správcův přítel - bas
- Schmidt, správcův přítel - tenor
- Brühlmann, mladý muž - bas
- Kätchen, Brühlmannova snoubenka - mezzosoprán

## Obsah opery
Děj se odehrává ve Wetzlaru od července do prosince 1772.

### 1. jednání
V červencovém večeru městský správce secvičuje se svými dětmi vánoční píseň. To s údivem pozorují jeho přátelé Johann a Schmidt. Ptají se po nejstarší správcově dceři - dvacetileté Charlottě. Ta se zatím chystá na ples. Charlotta je zasnoubena s Albertem, který je na cestách. Okolo správcova domu prochází básník Werther. Vidí, jak Charlotta dává svým mladším sourozencům večeři a je dojat touto scénou. Správce pozve Werthera do domu a požádá jej, aby doprovodil Charlottu na ples. Mladší Charlotina sestra Sofie posílá otce za přáteli do hostince. V noci se neočekávaně vrací Charlottin snoubenec Albert a rozpráví se Sofií. Je potěšen, že jeho snoubenka na něj stále myslí a těší se, jak ji ráno překvapí. V noci se vrací Charlotta z plesu v doprovodu Wertherově. Charlotta přiznává, že slíbila matce na smrtelném loži, že si vezme Alberta. Werther je touto zprávou zdrcen.

### 2. jednání
o tři měsíce později. - Charlotta a Albert jsou již manželé. Před nedělní slavností se setkávají Werther a Albert. Albert Wertherovi sděluje, že ví o jeho vztahu k manželce a že mu odpouští. Sofie, zamilovaná do Werthera, jej žádá o tanec při nadcházející slavnosti, ten ale odmítá. Charlotta dává Wertherovi lhůtu do Vánoc. Albert začíná tušit, že mezi jeho ženou a básníkem je asi hlubší vztah. Sofie si zoufá, že Werther její lásku neopětuje.

### 3. jednání
Jsou Vánoce. Charlotta je sama doma, neboť Albert je na cestách. Probírá je Wertherovými milostnými dopisy a je znepokojena jeho sebevražednými narážkami. Přichází Sofie a zve sestru na Vánoce do otcovského domu. Mimoděk zmíní Wertherovo jméno. Ze sestřiny reakce pozná, že sestra Werthera miluje. Po Sofiině odchodu přichází Werther. Předčítá Charlottě Ossianovy básně, ve kterých předpovídá vlastní smrt. Charlotta krátce podléhá svému citu, ale nakonec se vzchopí a posílá jej pryč. Vrací se Albert a je znepokojen manželčiným rozrušením. Přichází poslíček se žádostí, aby Albert zapůjčil Wertherovi pistole na dalekou cestu. Albert v předtuše přinutí Charlottu, aby sama předala tyto pistole poslíčkovi.

### 4. jednání
Charlotta spěchá vánočním večerem k Wertherovi, aby mu zabránila v zoufalém skutku. Nachází jej ale již smrtelně zraněného. Oba milenci se navzájem prosí o odpuštění. Werther umírá v Charlottině náručí, zatímco pod okny zpívají děti vánoční píseň.